# Mexico Future Series 2022
Die Mexico Future Series 2022 fand vom 30. August bis zum 4. September 2022 in Mexiko-Stadt statt. Es war die zweite Austragung dieser internationalen Meisterschaften von Mexiko im Badminton.

## Sieger und Platzierte
| Disziplin    | Gold                         | Silber                            | Bronze                                           |
| ------------ | ---------------------------- | --------------------------------- | ------------------------------------------------ |
| Herreneinzel | Luis Montoya                 | Job Castillo                      | Armando Gaitan                                   |
| Herreneinzel | Luis Montoya                 | Job Castillo                      | Larry Pong                                       |
| Dameneinzel  | Sanchita Pandey              | Vanessa Maricela Garcia Contreras | Haramara Gaitan                                  |
| Dameneinzel  | Sanchita Pandey              | Vanessa Maricela Garcia Contreras | Katelin Ngo                                      |
| Herrendoppel | Lap Kan Kern Pong Larry Pong | Luis Montoya Job Castillo         | Jose Luis Granados Morales Antonio Emanuel Ortiz |
| Herrendoppel | Lap Kan Kern Pong Larry Pong | Luis Montoya Job Castillo         | Andrés López Gerardo Saavedra                    |
| Damendoppel  | Paula Lozoya Fatima Rio      | Sofia Claudio Cristina Pérez      | Lauren Villalobos Cristal Villarreal Zapata      |
| Mixed        | Ryan Zheng Sanchita Pandey   | Kelvin Chong Katelin Ngo          | Nicholas Bonkowsky Chequeda De Boulet            |
| Mixed        | Ryan Zheng Sanchita Pandey   | Kelvin Chong Katelin Ngo          | Andrés González Rebeca A La Torre Perez Pavon    |